# El premio (película de 2011)
El premio es una película coproducida por México, Francia, Polonia y Alemania de la directora Paula Marcovitch, estrenada en el 2011. Obtuvo el Premio Ariel a Mejor Película en la ceremonia del 2013.

## Artículos complementarios
- Anexo:Premio Ariel a la mejor película

## Sitios exteriores
- El premio en Internet Movie Database (en inglés).

- Datos: Q1324517